# Yala (Jujuy)
Yala è un comune (comisión municipal in spagnolo) dell'Argentina, appartenente alla provincia di Jujuy, nel dipartimento di Doctor Manuel Belgrano. Si trova 12 km dalla capitale provinciale San Salvador de Jujuy.
In base al censimento del 2001, nel territorio comunale dimorano 4.258 abitanti, con un aumento del 16,4% rispetto al censimento precedente (1991). Di questi abitanti, il 49,38% sono donne e il 50,61% uomini. Nel 2001 la sola città di Yala, sede municipale, contava 1.083 abitanti ; il resto nelle frazioni e nei centri rurali.
Assieme alle frazioni San Pablo de Reyes e Los Nogales fa parte dell'agglomerato urbano chiamato Gran San Salvador de Jujuy.